# Oenothera oehlkersii
Oenothera oehlkersii är en dunörtsväxtart som beskrevs av A. Kappus. Oenothera oehlkersii ingår i släktet nattljussläktet, och familjen dunörtsväxter. Inga underarter finns listade i Catalogue of Life.